# Білосніжка: Страшна казка
Білосніжка: Страшна казка — фільм жахів 1997 року.

## Сюжет
Давним-давно жили-були на світі благородний пан і його красуня-дружина. Жили вони щасливо і багато, але одного дня в їх будинок прийшла біда, і господар фамільного замку овдовів. З тих пір його єдиною втіхою була прекрасна юна дочка Лілліан, яку за казкову красу назвали Білосніжкою. Але, оговтавшись від втрати, він привів в будинок нову господиню, прекрасну обличчям, але крижану серцем леді Клаудію, яка відразу ж не злюбила покірливу падчерку і присягнулася зжити її зі світу, підкоряючись жорстоким радам свого дзеркала.